# Bad Gams

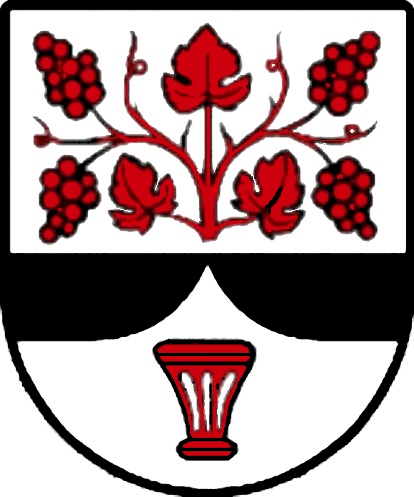
Wappen der früheren Gemeinde Bad Gams

Bad Gams ist ein Marktort in der Weststeiermark. Er war bis Ende 2014 eine Marktgemeinde mit 2306 Einwohnern (Stand 2014) im Südwesten der Steiermark im Bezirk Deutschlandsberg (ehemaliger Gerichtsbezirk Stainz). Im Rahmen der steiermärkischen Gemeindestrukturreform wurde Bad Gams 2015 mit den Gemeinden Deutschlandsberg, Freiland bei Deutschlandsberg, Kloster, Osterwitz und Trahütten zur Stadtgemeinde Deutschlandsberg zusammengeschlossen. Grundlage dafür ist das Steiermärkische Gemeindestrukturreformgesetz – StGsrG. Ein Fusions- und Entwicklungsvertrag mit Deutschlandsberg und Kloster wurde bereits am 18. November 2013 unterzeichnet.
Der kleine Kurort liegt rund 30 km von Graz entfernt. Wichtige Einnahmequellen sind der Tourismus und der Weinbau. Alte Bauernhäuser mit typisch spitzwinkeligen weststeirischen Ziegeldächern zeugen neben alten Hügelgräbern aus der Zeit der Kelten von früher Besiedelung am Fuße des 800 Meter hohen Gamsgebirges.

## Geographie

### Geographische Lage
Bad Gams liegt im steirischen Hügelland der Region Weststeiermark. Die südliche bis westliche Grenze wird durch die Laßnitz und das Wildbachtal gebildet. Im Nordwesten verläuft die Grenze über den Reinischkogel und den Absetzwirt zum 1.362 Meter hohen Rosenkogel, ein beliebtes Wandergebiet für die Bewohner des Umlandes und der Landeshauptstadt Graz. Bad Gams verfügt über einen großzügigen, künstlich angelegten Badesee, der neben weitläufigen Wiesen- und Kulturflächen mit zahlreichen Streuobstbäumen, das Ortsbild von Bad Gams prägt. Das milde Klima lässt im Herbst Edelkastanien und Kürbisse reifen.
Bad Gams liegt an der Ostgrenze des Koralpenzuges, an der Grenze des kristallinen Gesteins (Gneis, Amphibolite usw.) zu den Gesteinen (Schottern, Brekzien usw.) aus dem Neogen (früher Tertiär genannt), die das Grazer Becken bilden. Gams liegt teilweise auf einem der acht publizierten Plattengneisgebiete in der östlichen Koralpe, des „Komplex Gams“.

### Geologie
Die Gesteine, auf denen Bad Gams liegt, sind wissenschaftlich eingehend untersucht. Die Bäche sind teilweise tief in das Kristallin eingeschnitten. Die steilen Hänge dieser Täler führen zu Hangrutschungen, durch welche Mineralienfundstellen erschlossen werden. Auch Straßenbauten (insb. für Forststraßen) und Steinbrüche machen Fundstellen, z. B. für Granate, zugänglich. In der Katastralgemeinde Sallegg werden entlang des Wildbachtales Fundstellen durch an die hundert Pegmatite unterschiedlicher Mächtigkeit (vom Dezimeter-Bereich bis zu 20 Meter und mehr) gebildet. Bei ihnen wurden in kleinen Mengen mit Kristallen in Millimetergröße Uranminerale (Autunit, Torbernit, Uraninit), Uranopale, Turmalin, Zirkon, Dumortierit und andere Mineralien gefunden.

### Nachbarorte
- Kloster
- Stainz
- Marhof
- Rassach
- Freiland bei Deutschlandsberg
- Deutschlandsberg
- Frauental an der Laßnitz

### Kleinregion
Die Gemeinde Bad Gams war eines der sechs Mitglieder des Gemeindeverbandes „Kernraum Bad Gams – Deutschlandsberg – Frauental“ (mit Kloster, Osterwitz und Freiland). In diesem Gemeindeverband sollten die Aufgaben von Straßenerhaltung, Einkauf und die Kinder- und Jugendbetreuung gemeinsam erledigt werden. Der Verband konstituierte sich am 9. Dezember 2010. Er hat Rechtspersönlichkeit und beruht auf freiwilliger Vereinbarung. Sein Sitz ist Frauental, seine rechtliche Basis § 38a der Gemeindeordnung.
Am 29. September 2013 fand auf das gemeinsame Begehren der drei Oppositionsparteien gegen den Willen der Regierungspartei eine Volksbefragung (gemäß § 159 Stmk. Volksrechtegesetz) zur Fusion mit der Bezirksstadt Deutschlandsberg statt. Bei einer Wahlbeteiligung von 45 % sprachen sich 74 % der Teilnehmer, somit insgesamt 34 % der Wahlberechtigten ausdrücklich auf diesem Weg gegen eine Fusion aus.

## Geschichte

### Prähistorische Zeit
In der Katastralgemeinde Sallegg, am Lauf des Wildbaches (Wildbachgraben), wurden zwei „Feuersteinknollen“ aus Jaspis und andere Silexgeräte gefunden. Diese Stücke befinden sich mit anderen Steinwerkzeugen im Museum der Burg Deutschlandsberg und deuten auf eine Siedlung aus prähistorischer Zeit in diesem Gebiet.

### Mittelalter
Bad Gams verdankt seinen Namen den Slawen, die Ende des 6. Jahrhunderts in die heutige Weststeiermark einwanderten. Der Name stammt von den slawischen Wörtern Kamnice (Steinbruch) oder Gamenic (Stein) ab. Ab dem 8. Jahrhundert mussten die Slawen die Oberhoheit der Baiern anerkennen, Ende des 9. Jahrhunderts besetzten die Ungarn Teile der Steiermark. Erst 1043 konnte König Heinrich III. die Ungarn im Kampf gegen Sámuel Aba endgültig aus der Mittelsteiermark vertreiben. Erstmals urkundlich erwähnt wurde der Raum Bad Gams im Jahr 1100 in einer Schenkungsurkunde Salzburger Erzbischofs Tiemo, der dem Stift Admont eine Viertelhube in Hohenvelt (Hohenfeld) schenkte. Die Besitzungen bei Gams wurde vom Stift Admont durch dessen Propstei in St. Martin bei Strassgang verwaltet.
Das Gebiet von Sallegg wurde 1265 als Dorfstetten bezeichnet. Der Namensteil Sal- bezeichnet eine (rechtlich) übergebene Siedlungsstelle und deutet auf die Übergabe dieses Siedlungsgebietes an das Stift Admont hin. In Urbaren und anderen Urkunden aus dem 15. Jahrhundert (1434 usw.) sind Schreibvarianten wie Saleck, Salegk, am Salchek belegt.
Die Grundmauern des Wohnhauses vlg. Greimbauer am Greimkogel im Westen von Bad Gams sind Reste eines Turmhofes, eines mittelalterlichen Wehrbaues, der auch „Greimschloss“ genannt wird. Es wird angenommen, dass es sich bei dem Bau um die Reste eines Turmhofes aus dem 12./13. Jahrhundert handelt, auch eine Nutzung als Fliehburg wird in Betracht gezogen. 1225 wurde die Anlage von Konrad von Wildon, einem Dienstmann Leutholds von Wildon, besessen. Ein lange währender Streit über die Grenzen zum Besitz des Stiftes Admont wurde 1325 beigelegt. Die Erdgeschoßmauern dieses Hauses sind über 80 cm dick, ein als Keller benutzter Raum hat Schießscharten in den Mauern. In einer Urkunde vom 24. September 1319 wird ein Fritzel ab dem Greym genannt, in einer Urkunde vom 8. März 1383 die Witwe eines Albrecht des Greymer. Bei Ausgrabungen wurde ein Graben mit einer Sohlenbreite von 1,80 m bis 2,50 m gefunden. Im 19. Jahrhundert war noch eine Ringmauer vorhanden, ein Turm wurde 1870 wegen Baufälligkeit abgetragen. Die Reste des Wehrturmes befinden sich ungefähr 70 Meter südwestlich des bestehenden Hofgebäudes auf einem ca. 25 m hohen Felsmassiv.

### Neuzeit
Nach der Vierteleinteilung der Steiermark 1462 gehörte Gams zum „Viertel dieshalb der Piberalm“, das später „Viertel zwischen Mur und Drau“ genannt wurde. In allgemeinen Zusammenhängen waren die Behörden des Marburger Kreises des Herzogtums Steiermark zuständig. Diese Behörden hatten ihren Sitz in Marburg. Ab 1849 lag das Gebiet im Grazer Kreis.
Im Ort Gersdorf südöstlich von Bad Gams befand sich im 16. und 17. Jahrhundert der Pramerhof. Diese Anlage gehörte der adligen Familie der Pramer, welche in der Weststeiermark weitläufigen Grundbesitz hatte. Es handelte sich um einen Wirtschaftshof auf einer Anhöhe zwischen Gamsbach und Vocherabach in der Nähe der späteren Mertlmühle (Mörtlmühle), von dem 1880 nur mehr die Grundmauern erkennbar waren und nun nichts mehr erhalten ist. Das Anwesen befand sich auf der ebenen Fläche nördlich des Bauernhofes vlg. Roadl am Gersdorfweg Nr. 2. Ein Konrad Pramer besaß 1424 eine Reihe von Gütern und anderen Rechten im Gebiet von Tobis, Stainz und Gams. Die Familie hatte Funktionen im Verwaltungsdienst der steirischen Landesherrn. Das Geschlecht der Pramer starb mit Hans II. dem Pramer 1572 aus. Der Hof wurde 1583 von der Tochter Hans Pramers, Esther, an ihren Ehemann Hans Frölich verkauft, 1602 von dessen Sohn Hans Dietrich an Georg Sigmund zu Wildenstein, der ihn mit seiner Herrschaft Wildbach verband. Ende des 18. Jahrhunderts wurde die Anlage als der „der freie Hof zu Gersdorf“ bezeichnet. Es wird angenommen, dass sie noch im 18. Jahrhundert endgültig aufgegeben wurde.

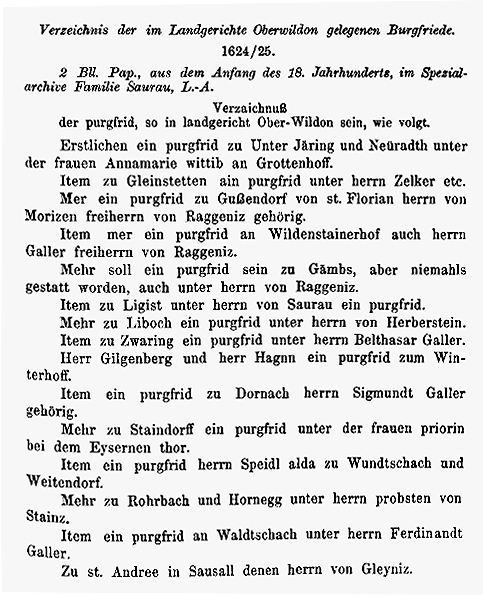
Hinweis auf die Zuständigkeitsstreitigkeiten um einen Burgfried in Gams im 17. Jahrhundert (Zeilen 14 und 15 von oben)

Der „Absetzwirt“ zwischen Rosenkogel und Reinischkogel an der Grenze zum Gebiet von Marhof im Westen von Gams liegt an einer alten Straße, die von Stainz in das Gebiet über die Hebalm oder die Pack nach Kärnten führte. Der Name belegt das „Absetzen“ (Abladen) von (Trag-)Lasten. Der Absetzwirt war ein Ort, an dem Lasttransporte eine Ruhepause einlegten oder an dem Lasten von einem Transportmittel auf ein anderes umgeladen wurden. Dies deswegen, weil nicht allen Fuhrleuten erlaubt war, den Bereich ihrer Grundherrschaft zu verlassen und daher Transporte an Grenzen an andere Transporteure übergeben werden mussten.
Das Gebiet von Bad Gams gehörte im 16. und 17. Jahrhundert zum „Landgericht Oberwildon“, wobei die Gerichtszuständigkeiten wechselten und Kompetenzstreitigkeiten wie bei Gams in den Jahren 1624/25 nicht selten waren. Das Verzeichnis der Burgfriede vermerkt, „… soll ein purgfrid sein zu Gämbs, aber niemahls gestatt worden …“. Dies galt allerdings nur außerhalb des Dachtraufes: Innerhalb dessen lag die volle niedere Gerichtsbarkeit im 16. Jahrhundert beim jeweiligen Grundherren. Die hohe Gerichtsbarkeit (Blutgerichtsbarkeit) lag beim Landgericht Ober-Wildon.

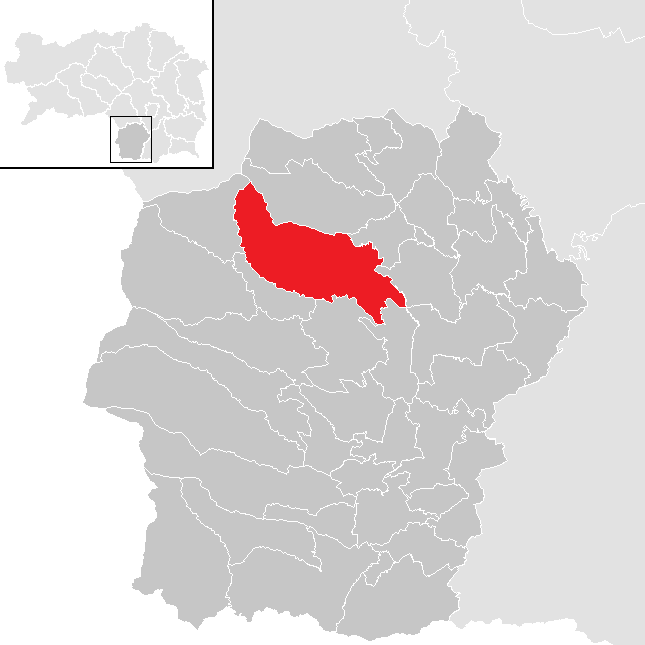
Lage der früheren Gemeinde Bad Gams im Bezirk Deutschlandsberg mit den Gemeindegrenzen bis Ende 2014

Ab 1770, in der ersten Personen- und Häusererfassung in Österreich, sind Häuser und Menschen aus Gams im Rahmen des Pfarrgebietes von Gams in Numerierungsabschnitten erfasst (auch Konskriptionsgemeinden genannt). Das Pfarrgebiet Gams war vor der Neuorganisation der Pfarren unter Kaiser Joseph II. (Josephinische Pfarrregulierung) größer als danach. Die Abschnitte richteten sich nach den Ortschaften oder Siedlungsgebieten. Sallegg, Feldbaum, Greim, Hohenfeld, Mitteregg, Müllegg, Gams, Bergegg, Vochera am Weinberg, Gersdorf, Furth, Wildbach und Hinterleiten gehörten zum Werbbezirk Wildbach, der seinen Sitz im Schloss Wildbach hatte. Bis 1805 war das auch für die anderen Numerierungsabschnitte im Nordosten der Pfarre Gams (Gamsgebirg, Neurath und Kothvogl) der Fall, danach gehörten diese zum Werbbezirk Stainz, während Teile der Pfarre Groß St. Florian (Blumau, Wildbachdorf, Wildbachberg und Niedergams) mit den verbleibenden Gamser Abschnitten dem Werbbezirk Wildbach angeschlossen wurden. Aus den Numerierungsabschnitten wurden noch im 18. Jahrhundert die gleichnamigen Steuergemeinden und zu Beginn des 19. Jahrhunderts die Katastralgemeinden.

### 20. Jahrhundert
Während des nationalsozialistischen Juliputsches im Jahr 1934 wurde der mit vier Mann besetzte Gendarmerieposten von Nationalsozialisten, die aus Stainz angefahren kamen, attackiert. Während des überaus heftigen Schusswechsels wurden zwei Männer der Postenbesatzung schwer verletzt, einer davon erlag diesen Verletzungen am folgenden Tag. Eine Besetzung des Postens durch die Nationalsozialisten konnte aber verhindert werden. Einige Stunden nach diesem Vorfall unternahmen die Nationalsozialisten aus Stainz einen erneuten Sturmversuch auf den Gendarmerieposten, der jedoch vom mittlerweile allein am Posten anwesenden Kommandanten abermals abgewiesen werden konnte. Insgesamt wurden laut Bericht des Sicherheitsdirektors etwa 400 Schüsse auf das Postengebäude abgegeben.
Die Kämpfe des Zweiten Weltkrieges berührten Bad Gams nicht. Am 2. April 1944 stürzte allerdings ein Flugzeug der US-amerikanischen Luftwaffe über Sallegg ab. Es handelte sich um einen Bomber B-24 Liberator, sechs der zehn Besatzungsmitglieder fanden dabei den Tod.
Die Volksschule in Sallegg bestand nur 15 Jahre. Sie wurde mit Unterrichtsbeginn 11. September 1961 eröffnet (Eröffnungsfeier am 8. Oktober 1961), um den Kindern des Gebietes den mühsamen Schulweg durch das tief eingeschnittene Tal des Wildbaches zur Volksschule in St. Oswald in Freiland zu ersparen. 31 Kinder besuchten damals die Schule, 1962/63 war die Schülerzahl auf vierzig Kinder gestiegen. Das Grundstück und das Wasserleitungsrecht waren von der Familie Hasewend vlg. Schilling gespendet worden. Die Schule hatte nur eine Klasse für alle acht Jahrgänge, den Religionsunterricht besorgte am Beginn der Pfarrer von St. Oswald, danach der Schulleiter. 1962 gab es den Freigegenstand „Bienenkunde“. Durch die Auflassung der Volksschul-Oberstufe zugunsten der Hauptschulen sank die Schülerzahl deutlich, die Schule wurde mit Ende des Schuljahres 1975/76 geschlossen.

### Entstehung der Gemeinde
Die Gemeinde Gams entstand 1850 aus den damals bestehenden Katastralgemeinden Gams, Mitteregg, Hohenfeld, Sallegg, Müllegg, Feldbaum, Greim und Bergegg. 1908 wurde Feldbaum mit Sallegg und Bergegg als eigenständige Gemeinde von Gams abgetrennt, der Gemeindeausschuss von Gams hatte das am 28. Dezember 1905 beschlossen.
Am 1. Oktober 1947 wurde der Gemeindename auf Gams ob Frauental geändert (um den Unterschied zu Gams bei Hieflau bzw. Gams bei Frohnleiten deutlicher zu machen).
Mit 1. Jänner 1968 wurden Niedergams und Vochera am Weinberg eingemeindet. Schon vorher war am 1. Jänner 1948 die Gemeinde Gersdorf zwangsweise mit Niedergams vereinigt worden. Der Name der Gemeinde Vochera hatte sich mit 1. Juni 1951 in Vochera am Weinberg geändert.
Die 1908 abgetrennte Gemeinde Feldbaum wurde am 1. Jänner 1974 wieder mit der Gemeinde Gams ob Frauental zusammengeschlossen.
Gams wurde am 1. September 1978 Marktgemeinde. Seit 1. Juli 1980 lautet der Name der Gemeinde „Bad Gams“.
Zum Zeitpunkt der Gemeindezusammenlegung 2015 umfasste die Gemeinde die 12 Ortschaften Bad Gams, Bergegg, Feldbaum, Furth, Gersdorf, Greim, Hohenfeld, Mitteregg, Müllegg, Niedergams, Sallegg und Vochera am Weinberg. Die Gemeinde bestand aus den Katastralgemeinden Bergegg, Feldbaum, Furth, Gams, Gersdorf, Greim, Hohenfeld, Mitteregg, Müllegg, Niedergams, Sallegg und Vochera am Weinberg.

## Kurort und Weinbau
Das Prädikat Kurort wurde Bad Gams 1982 wegen seiner Eisenheilquellen verliehen. Die Michel-, die Gudrun- und die Aktivquelle können direkt im Quellenhaus konsumiert werden und sind zusätzlich auch über den Handel zu beziehen. Die Heilquelle „Michelquelle“ wurde 1957 (nach einer anderen Quelle bereits vor 1953) entdeckt. Im Jahre 1961 war auch aufgrund einer Analyse von F. Hölzl vom Institut für Analytische Chemie in Graz die „St. Hubertus Quelle“ als Heilquelle anerkannt worden. Diese Quelle liegt rund 650 m nördlich von der Michelquelle in den ansteigenden Talflanken des Mittereggbaches. Die Heilquelle wurde in einer Tiefe von 2,1 bis 3,4 m durch Drainagestränge gefasst und mündete in einen Schacht. Im Jahr 2018 wurde die St. Hubertus-Quelle als nicht mehr vorhanden bezeichnet.
Als Begründer der Heilquellenbetriebe in Bad Gams wird Hans Kipper genannt. 1966 wurde auf einem von der Diözese Graz-Seckau angekauften Grundstück ein neues Hotel mit Hallenbad errichtet. 1971 übernahm Michel Peter Kipper nach dem Tod seines Vaters Hans Kipper den Betrieb, das Hotel wurde mit einem Speisesaal erweitert, eine Limonadenerzeugung mit dem Wasser der Gudrunquelle begonnen und 1973 eine Kurabteilung für Bäder, Massagen, Kneippeinrichtungen usw. erbaut. Als höchste Zahl an Nächtigungen wurde 72.000 angegeben.
In der letzten Analyse des Hygieneinstitutes Graz vom 17. April 1990 (Protokoll Nr. 822/90), von G. Knapp wurde für die Hubertusquelle allerdings ein (Gesamt-)Eisengehalt von 38,5 mg/l ausgewiesen, weshalb diese Quelle als Heilwasser, gemäß Stmk. Kurortegesetz und nicht als Trinkwasser nach der Trinkwasserverordnung Verwendung fand.
Die Aktivquelle wird als magnesiumhaltige Eisenheilquelle und Mineralsäuerling mit 111 mg/kg Kieselsäure und 1695 mg/kg eigener Kohlensäure beschrieben, die Michelquelle als Eisenheilquelle mit 20,5 mg/kg Kieselsäure und vielen Spurenelementen. Die Gudrunquelle liefert Tafelwasser als salzarme Quelle mit 22,6 mg/kg Kieselsäure.
Bad Gams ist als Tourismus- und Weinbaugebiet bekannt geworden. Der Schwerpunkt in der Weinproduktion lag früher beim Schilcherweinbau (Blauer Wildbacher) und auch heute kultivieren mehr als zwölf Weinbauern auf ihren Weinhängen Schilcherweine. In den letzten Jahren werden vermehrt Weingärten mit typisch steirischen Weißweinrebstöcken angelegt. Es wurden zahlreiche Wanderwege angelegt, auch der Steirische Mariazellerweg verläuft durch Bad Gams.

## Bevölkerung

### Bevölkerungsstruktur
Bad Gams hatte laut Volkszählung 2001 2.300 Einwohner. 96,1 % der Bevölkerung besaßen die österreichische Staatsbürgerschaft. Zur römisch-katholischen Kirche bekannten sich 88,8 % der Einwohner, 6,9 % waren ohne religiöses Bekenntnis.

### Bevölkerungsentwicklung
Die Bevölkerungszahl von Bad Gams blieb über die Jahre nahezu gleich. Schwankungen in der Bevölkerungszahl blieben zudem immer in einem Rahmen unter 10 %.

## Persönlichkeiten

### Söhne und Töchter der Gemeinde
- Hans Kipper († 1971), Begründer der Heilquellenbetriebe[45]
- Karl Schwer (1911–1988), Politiker (ÖVP)
- Herta Winkler (1917–2003), Politikerin (SPÖ)
- Michel Peter Kipper (1929–2024), langjähriger Leiter der Heilquellenbetriebe[45]
- Ludmilla Parfuss (* 1942), Politikerin (SPÖ)

### Mit Bad Gams verbunden
Der Militärkapellmeister Eduard Wagnes lebte von 1924 bis 1936 in einer romantizistischen Villa von Gams und schuf hier als Kapellmeister des 2. bosnisch-herzegowinischen Infanterieregiments Werke wie „Felsenfest fürs Vaterland“ oder „Die Bosniaken kommen“ schuf. Als Sohn eines Instrumentenbauers in Graz geboren führte ihn sein Weg vom Waldhornisten im Radegunder Kurorchester sehr bald weiter ins Grazer Stadttheater. Nach dem Einrücken zum 27. Infanterieregiment und der militärischen Laufbahn zum Militärkapellmeister übersiedelte Eduard Wagnes alsbald von Banja Luka nach Gams und fand fortan seine Berufung als Komponist.

## Kultur und Sehenswürdigkeiten
Siehe auch: Liste der denkmalgeschützten Objekte in Deutschlandsberg

### Pfarrkirche

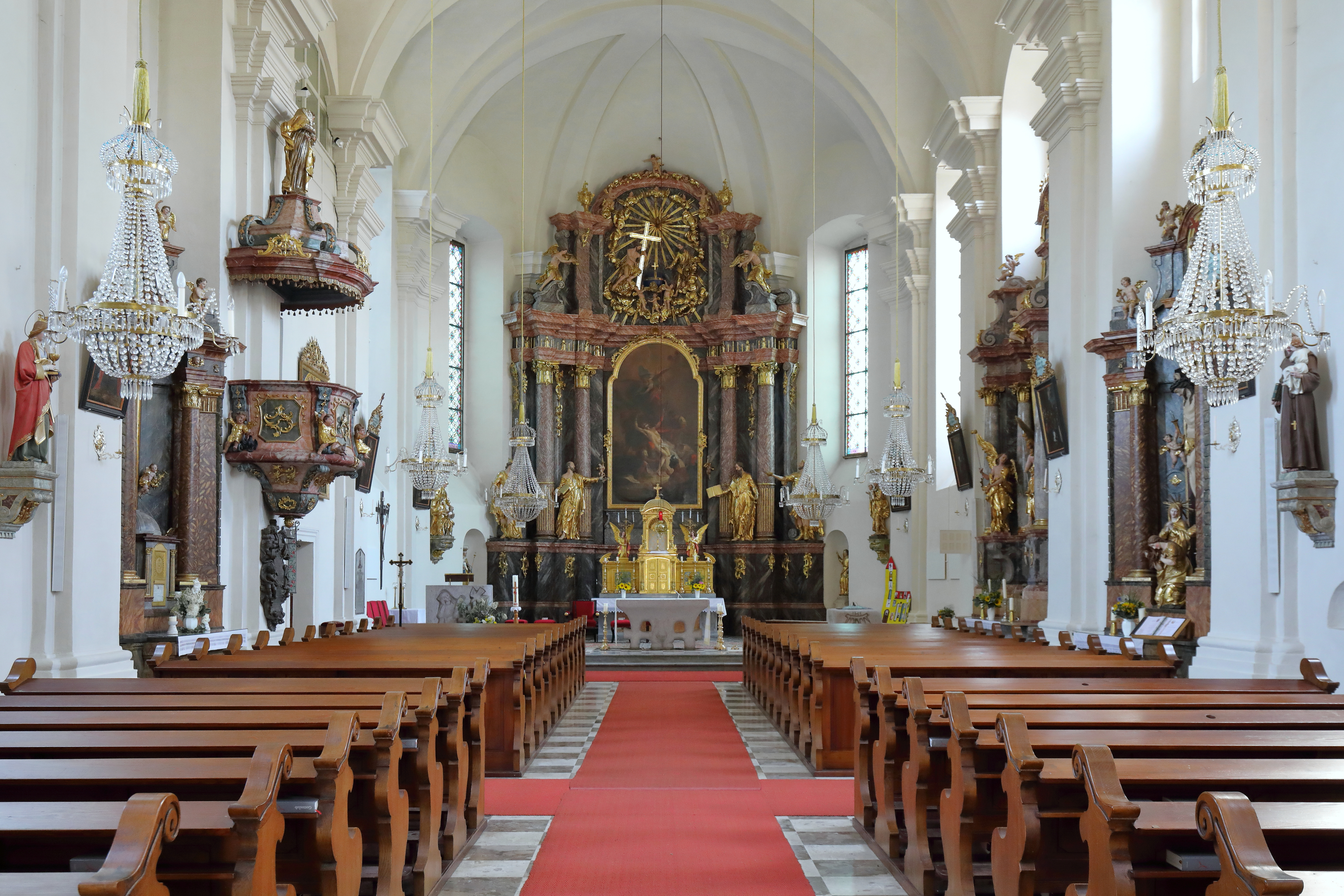
Innenansicht der Pfarrkirche hl. Bartholomäus

Die Pfarrkirche von Bad Gams ist dem Hl. Bartholomäus geweiht. Sie ist 1165 erstmals genannt und gehörte bis 1373 zur Erzdiözese Salzburg, danach bis 1790 zur Diözese Lavant (Kommissariat Groß St. Florian) und ab dann zur Diözese Graz-Seckau. Am 13. Juni 1515 weihte der Lavanter Bischof Leonhard Peurl für die Pfarrkirche in Gams zwei Glocken der Hl. Maria und der Hl. Anna, der Mutter Mariens. Am 22. Oktober 1534 erneuerte (Reconciliation) Philipp Renner als Koadjutor Leonhard Peurls die Weihe des Friedhofs und die Pfarrkirche. Der Grund dafür ist im Konsekrationsprotokoll nicht genannt, entsprechend anderer Vermerke und Publikationen wird aber auch diese Weihe auf die Entweihung des Kirchengeländes durch den Türkeneinfall zurückzuführen sein. Am 10. Oktober 1638 ist die Weihe eines Tragaltares für die Kirche in Gams dokumentiert, als Reliquien wurden in ihm solche des Hl. Achatius und Römischer Märtyrer deponiert.
Als eigene Pfarre wird Gams erstmals 1382 ausgewiesen. Da jedoch bereits 1312 ein Pfarrer Nikolaus in Gams erwähnt wird, ist ein Bestehen der Pfarre um 1300 nicht unwahrscheinlich. Nach einer anderen Quelle ist 1376 der Sprengel von Gams als „ewiges Vikariat“ genannt, 1445 erfolgte die Erhebung zur Pfarre. Die Bezeichnung als Vikariat beruhte in der Zeit vor der Pfarrerhebung zunächst darauf, dass die ganze Pfarre Groß St. Florian, zu der das Gebiet ursprünglich gehörte, zum bischöflichen Tafelgut des Bistums Lavant gehörte. Das bedeutete, dass der Bischof von Lavant formell selbst Pfarrer in St. Florian war, aber diese Pfarre durch (auf Dauer bestellte, somit „ewige“) Vikare betreuen lassen musste. Gebiete, die weiter von der Pfarrkirche Groß St. Florian entfernt lagen – wie dies bei Gams der Fall ist – hatten eigene Kirchen mit Priestern. Die leitenden Priester einer solchen Filialkirche hatten die Rechte eines Pfarrers, ohne (kirchenrechtlich) solche zu sein. Diese Situation kann mit ein Anlass für Unklarheiten über die Pfarrerhebung sein.
1660 wurde die Kirche durch einen Brand stark beschädigt und danach eine Notkirche errichtet. 1727 bis 1735 wurde das Kirchengebäude durch Sebastian Tengg (Dengg) neu errichtet, die Vollendung dieses Baues erfolgte erst 1747. Außenrestaurierungen erfolgten 1912 und 1961 bis 1965, Innenrestaurierungen 1836, 1877, 1886, 1913 und 1969.
Der Turm steht auf Grundmauern aus der Romanik. Die beiden unteren Geschoße des Turmes stammen aus der Gotik, er wurde 1755 erhöht. 1868 wurde das barocke Zwiebeldach des Turmes durch ein pyramidenförmiges Dach ersetzt. Dieser Turmhelm wurde 1972 restauriert. Die am 13. Juni 1515 geweihten beiden Glocken waren das erste Geläut des Turmes. Eine weitere Glocke stammte aus dem Jahr 1551. Die Glocken mussten 1916 abgeliefert werden, ein neues Geläut wurde 1922 eingeweiht, es musste 1941 neuerlich abgeliefert werden. Die neuen Glocken wurden nach 1945 eingeweiht. Kirchweihfest ist der letzte Sonntag im Oktober nach der am 22. Oktober 1534 erfolgten neuen Weihe. Am 30. Oktober 1735 erfolgte die Einweihung des Neubaues nach dem Brand 1660.
Der Altaraufbau am Hochaltar der Kirche wurde um 1775 errichtet. Die Statuen stammen aus der Werkstatt von Veit Königer, das Altarblatt zeigt den Hl. Bartolomäus und ist signiert mit „Anton Jantl pinxit 1776“. Seitenaltäre sind der Marienaltar (Altaraufbau 1765 bis 1775, renoviert 1913), der Kreuzaltar (1735 statt eines Isidor-Altares) und der Angst-Christi-Altar (1735). Die Kanzel stammt aus der Zeit nach 1740, die drei Seitenaltäre aus der Mitte des 18. Jahrhunderts, der Tabernakel vom Ende des 19. Jahrhunderts. Altartisch, Ambo, Osterleuchter und Taufstein gehören zur Umgestaltung der Kirche 1971.
Die Pfarre Bad Gams gehörte bis Ende August 2018 zum Dekanat Deutschlandsberg, seit Auflassung dieses Dekanates liegt sie im Seelsorgeraum Südweststeiermark.

### Faustnerkapelle Niedergams
Die Kapelle liegt im Ortsteil Niedergams im Südosten von Bad Gams ⊙ an der Verbindungsstraße von Bad Gams nach Frauental. Sie wurde 1908 aus Dankbarkeit für die Gesundung von Maria Edegger nach einer schweren Geburt erbaut und von Pfarrer Rupert Pitter geweiht. Beteiligt waren die örtlichen Handwerksunternehmen wie die Firmen Hubert Felber (Maurerarbeiten), Michael Fuchs (Zimmermann), Michael Maier (Schmied des Turmkreuzes), Anton Hable (Spenglerarbeiten und Vergoldungen). Da sich im Turm ein Glockenstuhl befindet, wird angenommen, dass die ursprünglich vorhandene Glocke bereits beim 1. Weltkrieg abgeliefert werden musste. Eine neue Glocke wurde erst bei den ersten Renovierungsarbeiten 1993 bis 1995 angeschafft. Sie wird elektrisch um 7, 12 und 19 Uhr geläutet. Weitere Sanierungsarbeiten erfolgen 2024, sie wurden mit einem Kapellenfest Ende Juni begonnen.

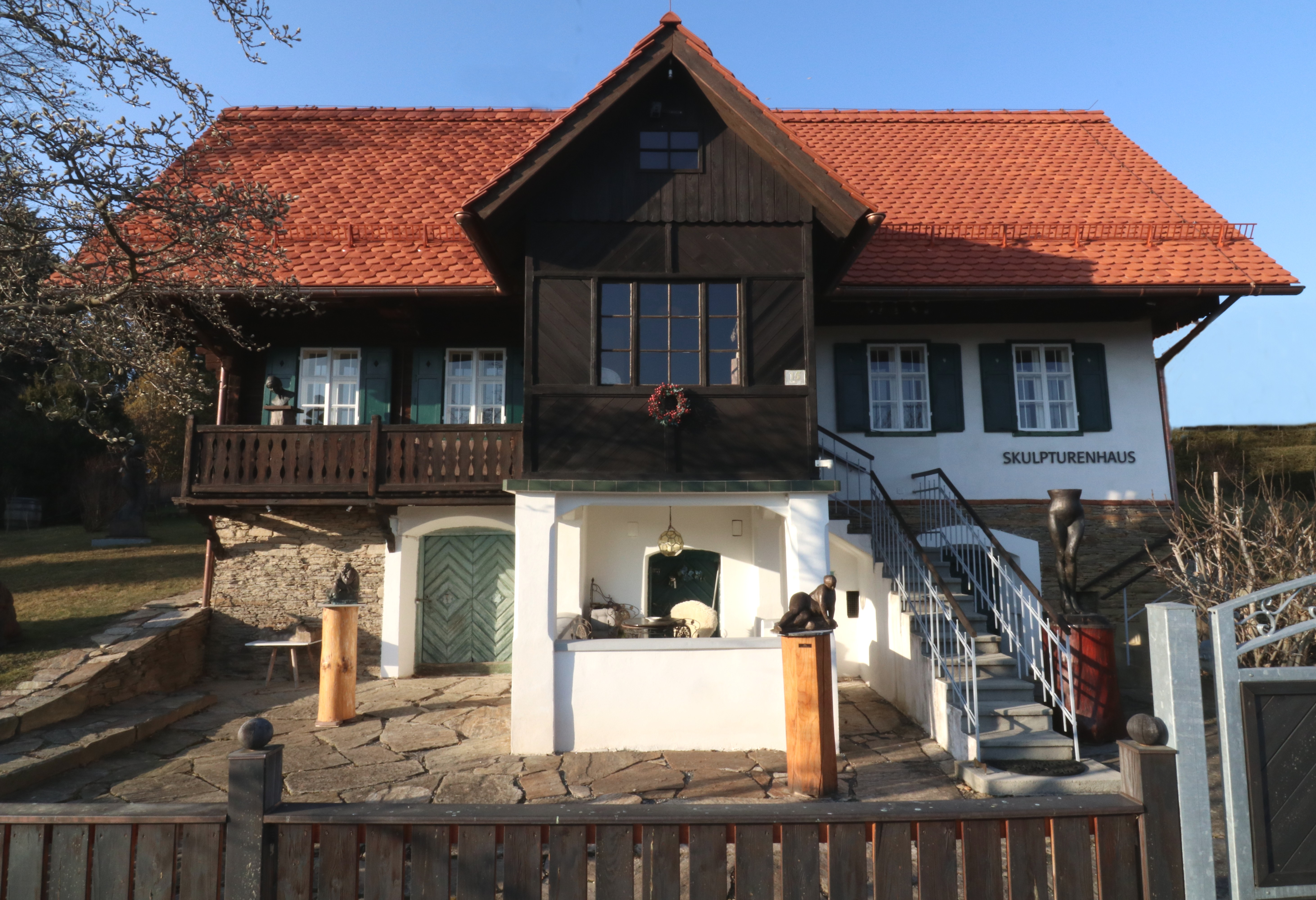
Skulpturenhaus Hortensia

### Skulpturenhaus Hortensia
Im Jahr 2015 eröffnete die Bildhauerin Hortensia, letzte Schülerin von Fritz Wotruba, ihr Skulpturenhaus, in dem die Künstlerin in einem renovierten Winzerhaus aus dem Jahr 1795 ihre Werke permanent ausgestellt hat. Das Skulpturenhaus ist nach Voranmeldung zu besichtigen.

### Naturdenkmäler und Landschaftsschutz
Eine Fichte (Picea sp.) am Südhang des Reinischkogels, die 25 Wipfel hat, ist Naturdenkmal. Geschützt ist eine Fläche von 120 m² in ihrem Umkreis. Grundlage des Schutzes ist ein Bescheid der Bezirkshauptmannschaft Deutschlandsberg. Die geschützte Fläche ist im Grundbuch der Katastralgemeinde Sallegg eingetragen.
Ein weiteres Naturdenkmal im Gebiet von Bad Gams ist der Schrattelofen.
Der Westen von Bad Gams von den Abhängen des Gamsbachtales bis auf die Höhen von Reinischkogel und Rosenkogel liegt im Landschaftsschutzgebiet Pack-Reinischkogel-Rosenkogel.

### Weitere Bauten
Weinbergwarte, hölzerne Aussichtswarte nördlich des Ortes

## Wappen
Das Wappen von Bad Gams wurde auf Beschluss der steiermärkischen Landesregierung mit 19. September 1977 verliehen.
Der Entwurf von Heinrich Purkarthofer zeigt im Wappen eine rote Weinrebe sowie einen Ranftbecher, welche auf den uralten Weinbau des Gebietes und die beiden Heilwasserquellen von Bad Gams hinweisen. Der schwarze Balken wiederum, welcher von silbern in einer Spitze aufsteigenden Wassersäule durchbrochen wird, weist auf den frühen Steinbruch der noch heute erzeugten Gneisplatten hin.

## Historische Landkarten

Bad Gams und seine Umgebung in den drei Landesaufnahmen in der Zeit von ca. 1789 bis 1910
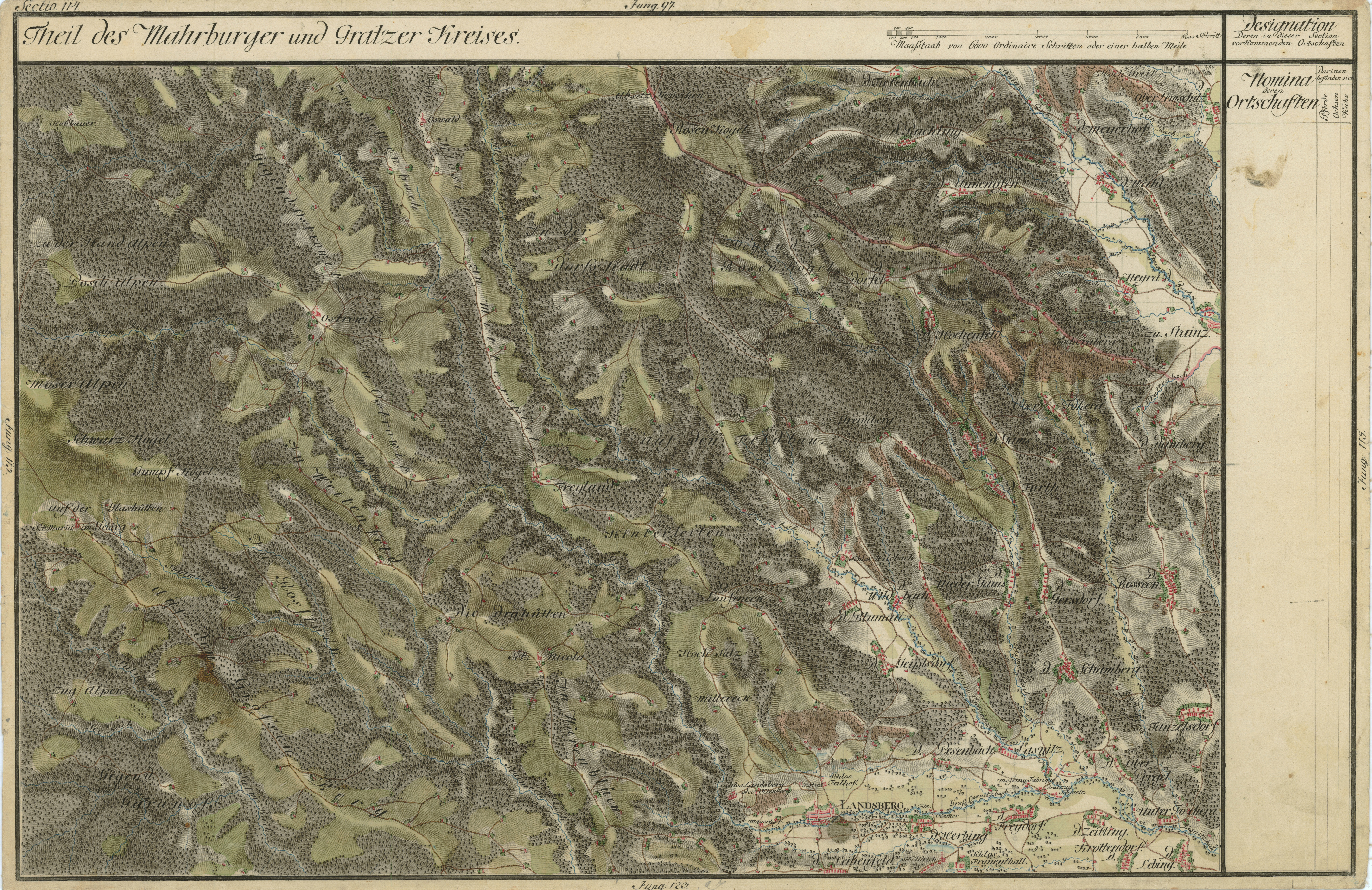
Gamsgebirg, Gams und Furth in der Josephinischen Landesaufnahme, um 1780
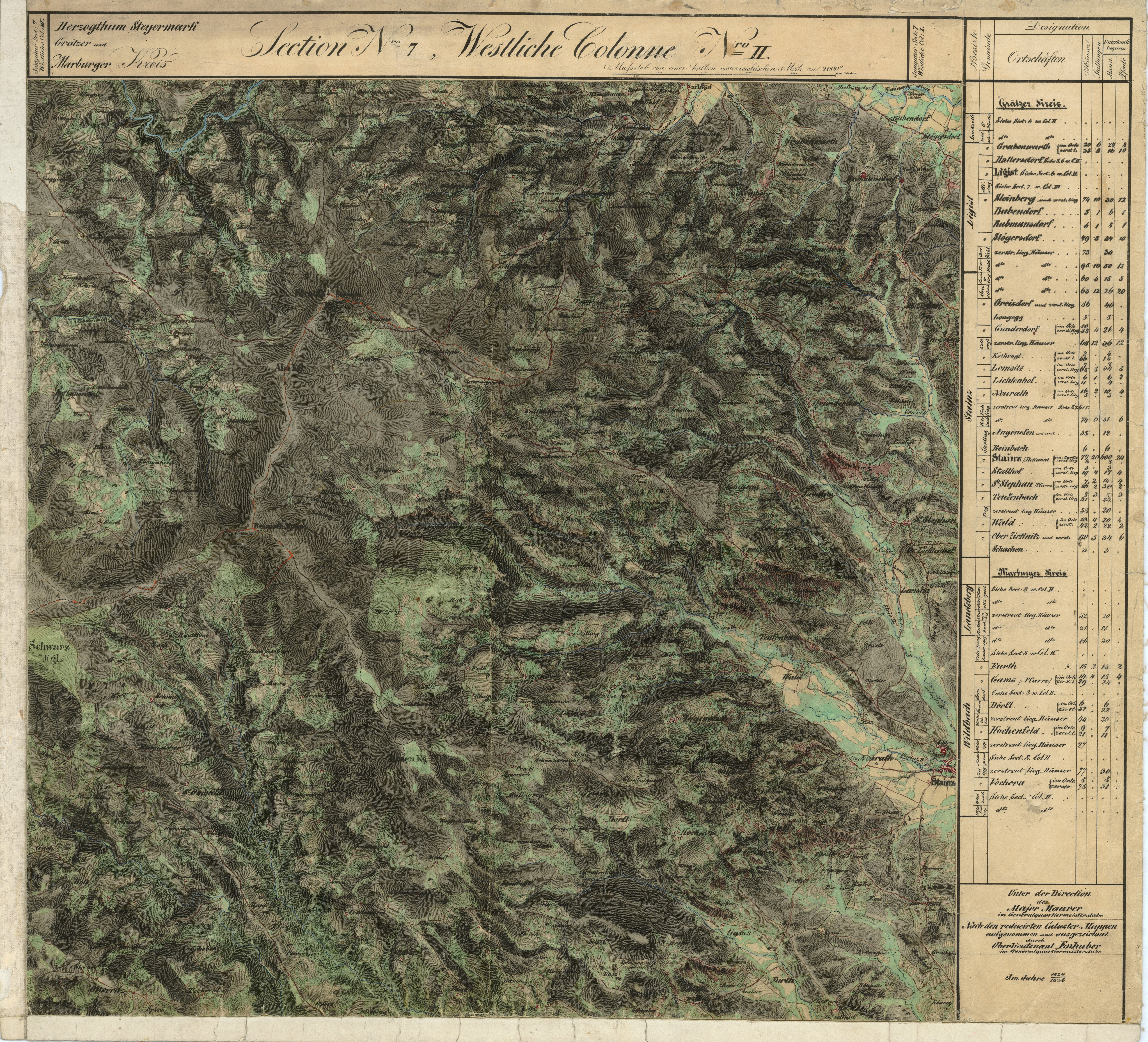
Der Norden von Gams und Furth in der Franziszeischen Landesaufnahme, ca. 1835
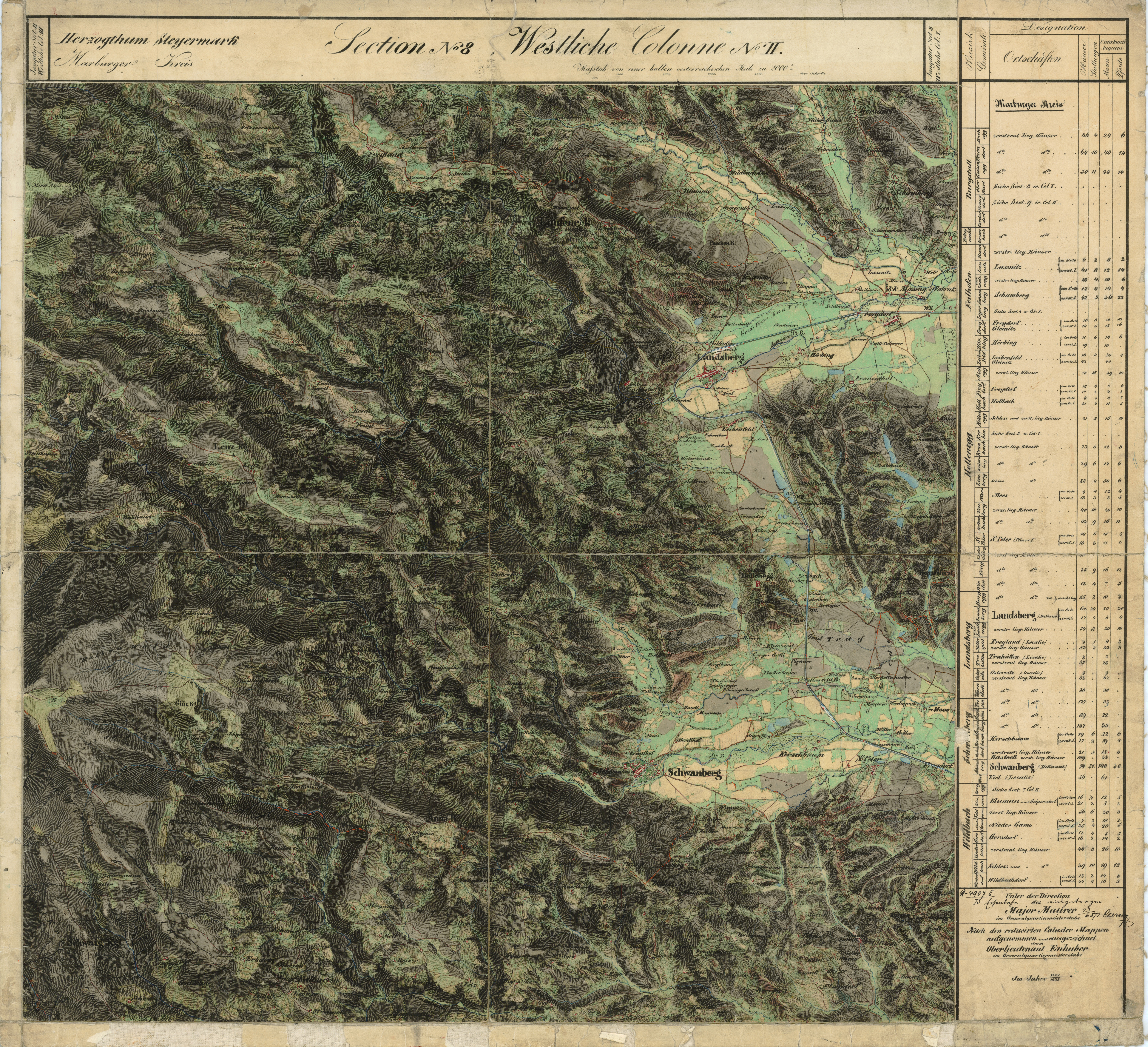
Niedergams nördlich des Laßnitztales
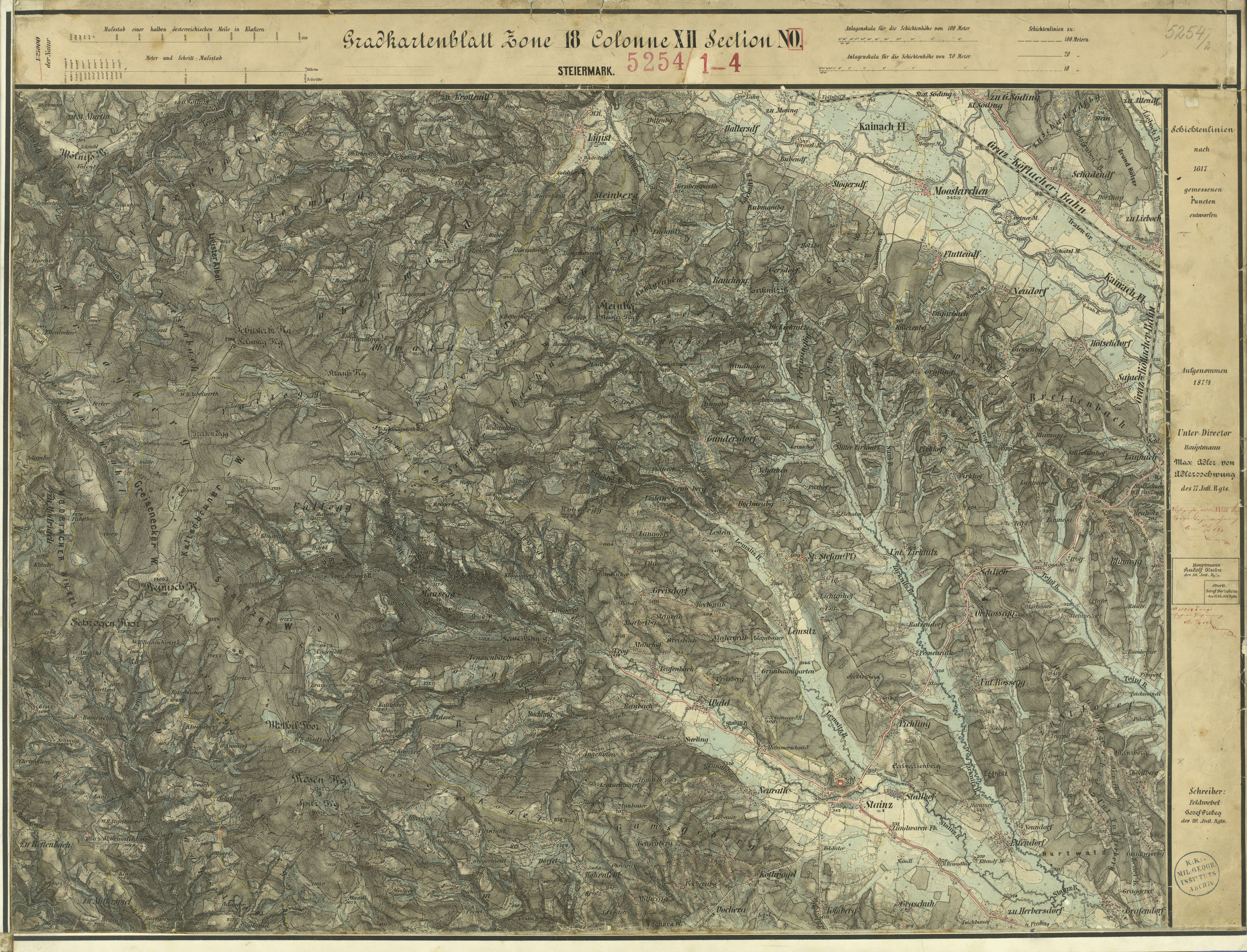
Im Norden liegen Vochera und das Stainztal, Aufnahmeblatt der Landesaufnahme um 1877/78
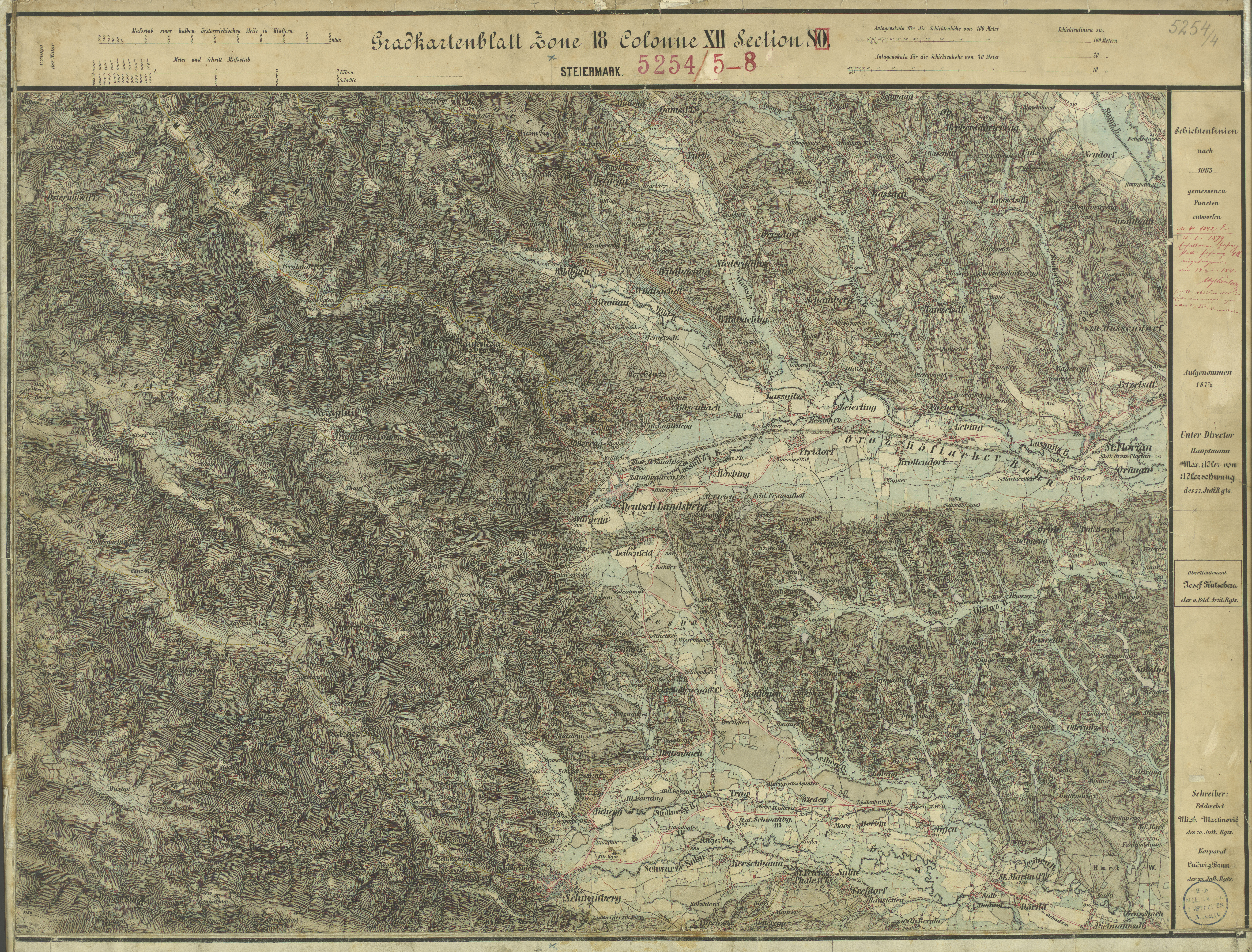
Den Süden der Gemeinde bilden Furth und Niedergams
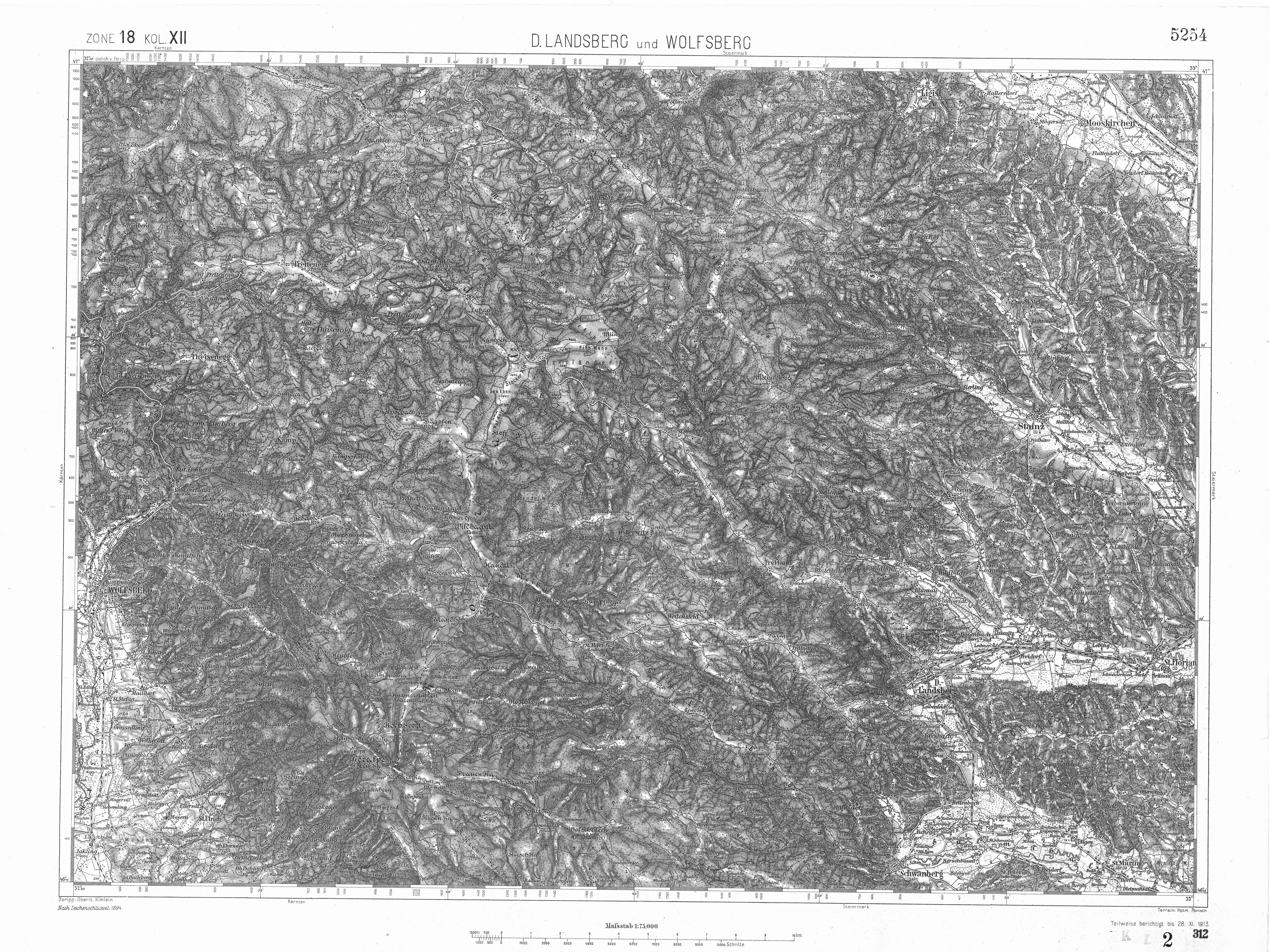
In der franzisco-josephinischen Landesaufnahme, ca. 1910